# Caloptilia heterocosma
Caloptilia heterocosma là một loài bướm đêm thuộc họ Gracillariidae. Nó được tìm thấy ở Ấn Độ (Assam).